# Parc Beijiao (métro de Foshan)
Pour les articles homonymes, voir Université de Foshan.
Le Parc Beijiao (chinois simplifié : 北滘公园 ; chinois traditionnel : 北滘公園 ; pinyin : běijiào gōngyuán) est une station de métro qui se situe au district de Shunde, dans la ville de Foshan, la province de Guangdong, en Chine. La station porte le nom du parc à côté de la station.

## Situation ferroviaire
Le Parc Beijiao est une station de correspondance entre la Ligne 7 du métro de Canton et la Ligne 3 du métro de Foshan.
- Sur la ligne 7 du métro de Canton, la station se situe entre l’Avenue Meidi (zh), le terminus sud, et Midea, en direction de Yanshan (zh).
- Sur la ligne 3 du métro de Foshan, la station se situe entre Gaocun (zh), en direction du Parc Zhongshan (zh), et Guangjiao (zh), en direction de la Gare du Collège-de-Shunde.

## Services aux voyageurs

### Desserte
Le Parc Beijiao dispose de trois quais centraux, encadrés par quatre voies. Chaque quai est un quai de correspondance entre la Ligne 7 du métro de Canton et la Ligne 3 du métro de Foshan.

### Accès et accueil
La station dispose de cinq bouches:
|        |                                                                               | |
|        |                                                                               | |
| Bouche | Accessibilité                                                                 | Destinations les plus proches |
| A2     | Escalier mécanique                                                            | École secondaire de Beijiao Parc Baifu Gouv. de l’arrondissment de Beijiao École élémentaire centrale de Beijiao Arrét d’autobus               |
| B1     | Ascenseur Surface podotactile Rampe aux fauteuils roulants Escalier mécanique | Hôpital №.3 de Shunde à Beijiao Immeubles de bureaux Arrêts d’autobus                                                                          |
| B2     | Escalier mécanique                                                            | Parc Beijiao Centres commerciaux Bibliothèque de Beijiao Centre culturel de Beijiao Musée des sciences naturelles de Shunde Communautés murées |
| C      | Escalier mécanique                                                            | Parc Beijiao Immeuble de bureaux |
| D      | Ascenseur Surface podotactile Rampe aux fauteuils roulants Escalier mécanique | Parc Baifu Parc Beijiao Arrêt d’autobus |